# ASCI Blue Mountain
El ASCI Blue Mountain es una supercomputadora instalada en el Laboratorio Nacional de Los Álamos en Los Álamos, Nuevo México. Fue diseñado para ejecutar simulaciones para el programa de Computación y Simulación Avanzada de la Administración Nacional de Seguridad Nuclear de los Estados Unidos. La computadora fue una colaboración entre Silicon Graphics y el Laboratorio Nacional de Los Álamos. Fue instalado en 1998. 
Es un grupo de sistemas ccNUMA SGI Origin 2000. Contiene 6.144 microprocesadores MIPS R10000. Su máximo rendimiento teórico es 3.072 teraflops. 
Fue construido como una etapa de la Iniciativa de Computación Estratégica Acelerada (ASCI) iniciada por el Departamento de Energía los EE. UU. y la Administración Nacional de Seguridad Nuclear para construir un simulador para reemplazar las pruebas de armas nucleares después de la moratoria en las pruebas iniciadas por el presidente George HW Bush en 1992 y extendido por Bill Clinton en 1993. Fue presentado (comisionado) en 1998. En junio de 1999 era la segunda computadora más rápida del mundo, y permaneció entre las diez computadoras más rápidas del mundo hasta noviembre de 2001. Según el sitio web del Laboratorio Nacional de Los Álamos, la supercomputadora estableció un récord mundial en mayo de 2000, con el equivalente a 17.8 años de procesamiento informático normal en 72 horas, incluidas 15,000 simulaciones de ingeniería que requieren 10 horas cada una.
En primer lugar, comisionado en noviembre de 1998, el Blue Mountain fue dado de baja el lunes 8 de noviembre de 2004 a las 8 a. m., y fue reemplazado por las supercomputadoras ASCI Q, Lightning y QSC.